# Оборін Костянтин Вікторович
Костянтин Вікторович Оборін — український льотчик, полковник Збройних сил України, учасник російсько-української війни та війни в Афганістані.

## Життєпис
Брав участь у війні в Афганістані. Після демобілізації займався реабілітацією ветеранів, в тому числі через парашутний спорт. У 1988 році брав участь у ліквідації аварії на ЧАЕС.
У 2000 році взяв участь у першій українській полярній парашутно-десантній експедиції «Україна — Північний полюс — 2000» під час якої встановив прапор України та Одеси на Північному полюсі.
У 2014 році вивіз із полону 29 українських військовослужбовців. Був засновником та директором авіаклубу «Одеса». За життя здійснив понад 4000 стрибків з парашутом. 
17 вересня 2022 року виконав останню волю свого учня Героя України Владислава Бувалкіна — розвіяв його прах у небі над Одесою.
Після початку повномасштабного російського вторгнення долучився до 11-ї бригади армійської авіації. На літаку Як-52 боровся з російськими «Шахедами».
Загинув 18 липня 2025 року в Дніпропетровській області.
Похований 24 липня 2025 року на Новоміському кладовищі в Одесі.

## Нагороди
- Орден Богдана Хмельницького II ступеня (29 липня 2025, посмертно) — за особисту мужність, виявлену у захисті державного суверенітету та територіальної цілісності України, самовіддане виконання військового обов'язку[12].
- Орден Богдана Хмельницького III ступеня (10 листопада 2023) — за особисту мужність, виявлену у захисті державного суверенітету та територіальної цілісності України, самовіддане виконання військового обов'язку[13].
- Орден Григорія Маразлі III ступеня (2022)[14].